# 托尼·德尔克
托尼·洛伦佐·德尔克（英語：Tony Lorenzo Delk，1974年1月28日—），美国NBA联盟职业篮球运动员、教练。他在1996年的NBA选秀中第1轮第16顺位被夏洛特黄蜂选中。